# Dantons død
Dantons død is een aantal bladzijden aan bladmuziek in manuscriptvorm van de Noorse componist Johan Halvorsen
Dantons død is de Noorse titel van het toneelstuk Dantons Tod van de Duitser Georg Büchner uit 1835. Het toneelstuk werd in de zomer van 1919 voor het eerst uitgevoerd in Noorwegen en wel in het Nationaltheatret in Oslo. Tussen het schrijven en de Noorse première lijkt een behoorlijk aantal jaren te zitten. Het toneelstuk was echter te "grof" voor de tijd van schrijven en kreeg pas op 5 januari 1902 haar wereldpremière.
Halvorsen was muzikaal leider en dirigent van het theater in Oslo en het bijbehorende orkest. Het Nationaltheatret had toen even geen vast orkest. Toch schreef Halvorsen enige toneelmuziek voor zangstem, koor en strijkers. De voorstellingen met als hoofdthema het levenseind van Georges Danton werden gegeven in het kader van de viering van de zestigste verjaardag van Bjørn Bjørnson, acteur en een aantal jaren baas van het Nationaltheatret. Hij regisseerde de uitvoeringen, Stub Wiberg speelde de rol van Maximilien de Robespierre. Na de voorstellingen verdween de muziek weer in de la. 